# قرية البهرة
قرية البهرة هي أحد قرى محافظة الداير من منطقة جازان جنوب المملكة العربية السعودية.

## الوصف
تظهر منازل القرية متجاورة وشبه متلاصقة وقد بنيت على شكل اسطواني الشكل وتعاني بعض اجزائها من التهدم نتيجة هجران سكانها.